# Garden City (Kansas)
Garden City er en amerikansk by og administrativt centrum i det amerikanske county Finney County, i staten Kansas. I 2000 havde byen et indbyggertal på 28.451.

## Ekstern henvisning
- Garden Citys hjemmeside (engelsk)

37°58′31″N 100°51′51″V / 37.97528°N 100.86417°V